# Ammophila pulawskii
Ammophila pulawskii är en biart som beskrevs av Kazuhiko Tsuneki 1971. Ammophila pulawskii ingår i släktet Ammophila och familjen grävsteklar. Inga underarter finns listade i Catalogue of Life.